# Nundorfermühle
Nundorfermühle (fränkisch: Nundoafamühl bzw. Kaumermühl) ist ein Gemeindeteil des Marktes Ipsheim im Landkreis Neustadt an der Aisch-Bad Windsheim (Mittelfranken, Bayern). Nundorfermühle liegt in der Gemarkung Kaubenheim.

## Geographie
Die Einöde liegt an der Aisch. 0,75 km nordwestlich erhebt sich der Blümleinsberg (313 m ü. NHN). Daneben liegt das Flurgebiet Untersand. 1 km im Nordosten liegt die Sulzbühl, 0,5 km im Südosten der Lindgraben. Ein Wirtschaftsweg führt nach Kaubenheim (0,8 km westlich) bzw. nach Dottenheim (2 km nordöstlich).

## Geschichte
Der Ort wurde im Jahr 1317 als „zv den Vndurften“ erstmals urkundlich erwähnt. Der Name bedeutet „bei den undürftigen (keinem Bedarf entsprechenden = wenig ertragreichen) Böden“. Im Dreißigjährigen Krieg wurde der Nundorfer Müller 1621 von marodierenden Söldnern gefoltert und seines Geldes beraubt.
Gegen Ende des 18. Jahrhunderts gehörte die Nundorfermühle zur Realgemeinde Kaubenheim. Die Mühle hatte das brandenburg-bayreuthische Kastenamt Ipsheim als Grundherrn. Unter der preußischen Verwaltung (1792–1806) des Fürstentums Bayreuth erhielt die Nundorfermühle die Hausnummer 79 des Ortes Kaubenheim.
Von 1797 bis 1810 unterstand der Ort dem Justizamt Külsheim und Kammeramt Ipsheim. Im Rahmen des Gemeindeedikts wurde Nundorfermühle dem 1811 gebildeten Steuerdistrikt Kaubenheim und der 1817 gebildeten Ruralgemeinde Kaubenheim zugeordnet.
Im Jahr 1969 wurde der Mahlbetrieb aufgegeben. Die Mühle wird seitdem zur Stromerzeugung genutzt. Am 1. Januar 1978 wurde Nundorfermühle im Zuge der Gebietsreform in Bayern in den Markt Ipsheim eingegliedert.

## Einwohnerentwicklung
| Jahr      | 001818 | 001840 | 001861 | 001871 | 001885 | 001900 | 001925 | 001950 | 001961 | 001970 | 001987 |
| Einwohner | 6      | 8      | 8      | 8      | 7      | 7      | 6      | 2      | 4      | 4      | 3      |
| Häuser    | 1      | 1      |        |        | 1      | 1      | 1      | 1      | 1      |        | 1      |
| Quelle    | [ 13 ] | [ 14 ] | [ 15 ] | [ 16 ] | [ 17 ] | [ 18 ] | [ 19 ] | [ 20 ] | [ 21 ] | [ 22 ] | [ 1 ]  |

## Religion
Der Ort ist seit der Reformation evangelisch-lutherisch geprägt und bis heute nach St. Michael (Kaubenheim) gepfarrt. Die Katholiken sind nach St. Bonifaz (Bad Windsheim) gepfarrt.